# دان غيلبرت
دان غيلبرت (بالإنجليزية: Dan Gilbert)‏ هو شخصية أعمال أمريكي، ولد في 17 يناير 1962 في ديترويت في الولايات المتحدة.